# Théodore Gudin
Jean Antoine Théodore Gudin, más conocido como Thédore Gudin (París. 15 de agosto de 1802) – (Boulogne-Billancourt, 11 de abril de 1880), fue un pintor francés de paisajes marinos.

## Datos biográficos y obra
Hizo sus principales estudios de pintura con Anne-Louis Girodet y debutó en el Salón de París con cinco obras en el año 1822.
Durante el reinado de Luis Felipe I fue nombrado barón y es nombrado pintor de la armada real, sitio que mantiene durante el gobierno de Napoleón III.
Se casa en segunda nupcias con Louise Margaret Gordon-Hay, hija de un general inglés y tiene tres hijas con ella, una de las cuales fue la pintora Henriette Gudin.
Con la caída de Napoleón Bonaparte III, debe exiliarse en Londres. Regresa a Francia y cae en el olvido, del que es recuperado años después.
Sus pinturas marinas tienen características románticas y la influencia de la pintura inglesa de paisajes marinos. En lo mejor de sus trabajos muestra su capacidad dramática y el empleo de particulares efectos lumínicos.